# Mihail Josifovič Gurevič
Mihail Josifovič Gurevič [miháil iosífovič gúrevič] (rusko Михаи́л Ио́сифович Гуре́вич), sovjetski letalski konstruktor, * 12. januar 1893, vas Rubanščina, Kurska gubernija, Ruski imperij (sedaj Rusija), † 12. november 1976, Leningrad, Sovjetska zveza (sedaj Sankt Peterburg, Rusija).

## Življenje in delo
Gurevič se je rodil v družino judovskega porekla in leta 1910 zaključil osnovno šolanje. Po tem se je vpisal v gimnazijo, kjer je že pokazal odlično znanje in veselje do matematike, kar ga je usmerilo v študij te naravoslovne vede na univerzo v Harkov. Zaradi vključitve v revolucionarno gibanje je bil po prvem letu študija izključen s fakultete. Študij je nadaljeval v Franciji, na Univerzi Montpellier. Usmeril se je na študij aeronavtičnega inženiringa na École Nationale Supérieure de l'Aéronautique et de l'Espace.
Prva svetovna vojna ga je ujela na obisku domačih v Rusiji. Tako je študij zaključil šele leta 1925, ko je diplomiral iz fizike in matematike na letalski akademiji Tehnološkega inštituta v Harkovu.
Po končanem študiju se je najprej zaposlil v državnem podjetju za vodovod in ogrevanje, kasneje, leta 1929 pa se je v Moskvi priključil konstrukcijskemu biroju Polikarpova, kjer je sprva opravljal pomožna dela, leta 1937 pa je postal vodja oblikovalske skupine.
Leta 1939 je skupaj z Artemom Mikojanom ustanovil konstrukcijski biro Mikojan-Gurevič za načrtovanje bojnih letal. Marca 1942 se je biro preimenoval v OKB MiG (Osoboe Konstruktorskoe Biro), ANPK MiG (Aviacioni naučno-proizvodstveni kompleks) in OKO MiG. Do leta 1957 je bil podpredsednik družbe in pomočnik glavnega konstruktorja, po tem letu pa je postal glavni konstruktor. 
Leta 1964 je dokončal doktorat tehničnih znanosti in nadaljeval z delom na novih letalih. Njegov zadnji izdelek je bil slavni sovjetski lovec MiG-29. 
Za svoje dosežke je večkrat prejel državno nagrado SZ (1941, 1947, 1948, 1949, 1953), leta 1957 je postal heroj dela Sovjetske zveze, leta 1962 pa je prejel nagrado Lenina. 